# Сапопема (Парана)
Сапопема (порт. Sapopema) — муниципалитет в Бразилии, входит в штат Парана. Составная часть мезорегиона Север Пиунейру-Паранаэнси. Входит в экономико-статистический микрорегион Ибаити. Население составляет 6707 человек на 2006 год. Занимает площадь 677,610 км². Плотность населения — 9,9 чел./км².

## История
Город основан в 1960 году.

## Статистика
- Валовой внутренний продукт на 2003 год составляет 31 098 326,00 реалов (данные: Бразильский институт географии и статистики).
- Валовой внутренний продукт на душу населения на 2003 год составляет 4584,75 реалов (данные: Бразильский институт географии и статистики).
- Индекс развития человеческого потенциала на 2000 год составляет 0,698 (данные: Программа развития ООН).

## География
Климат местности: субтропический. В соответствии с классификацией Кёппена, климат относится к категории Cfa.